# Lerche
Lerche (jap. ラルケ Raruke) – japońskie studio animacji założone w 2011 roku, będące częścią Studia Hibari.

## Produkcje

### Seriale telewizyjne
| Rok  | Tytuł                                                   | Reżyser(zy)                                      | Liczba odcinków | Uwagi                                                                                    | Przypisy      |
| ---- | ------------------------------------------------------- | ------------------------------------------------ | --------------- | ---------------------------------------------------------------------------------------- | ------------- |
| 2011 | Maji de watashi ni koi shinasai!                        | Keitaro Motonaga                                 | 12              | Na podstawie powieści wizualnej produkcji Minato Soft.                                   | [ 3 ]         |
| 2013 | Danganronpa: The Animation                              | Seiji Kishi                                      | 13              | Na podstawie powieści wizualnej produkcji Spike Chunsoft.                                | [ 4 ]         |
| 2013 | Unbreakable Machine-Doll                                | Kinji Yoshimoto                                  | 12              | Na podstawie light novel autorstwa Reijiego Kaitō.                                       | [ 5 ]         |
| 2014 | Re:_Hamatora                                            | Seiji Kishi                                      | 12              | Sequel serii Hamatora.                                                                   | [ 6 ] [ 7 ]   |
| 2015 | Klasa skrytobójców                                      | Seiji Kishi                                      | 22              | Na podstawie mangi autorstwa Yūseia Matsuia.                                             | [ 8 ] [ 9 ]   |
| 2015 | Ranpo kitan: Game of Laplace                            | Seiji Kishi                                      | 11              | Na podstawie prac Ranpo Edogawy.                                                         | [ 10 ]        |
| 2015 | Monster Musume                                          | Tatsuya Yoshihara                                | 12              | Na podstawie mangi autorstwa Okayado.                                                    | [ 11 ] [ 12 ] |
| 2015 | Szkolne życie!                                          | Masaomi Andō                                     | 12              | Na podstawie mangi autorstwa Norimitsu Kaihō.                                            | [ 13 ]        |
| 2016 | Klasa skrytobójców sezon 2                              | Seiji Kishi                                      | 25              | Sequel Klasy skrytobójców.                                                               | [ 14 ]        |
| 2016 | Saijaku muhai no Bahamut                                | Masaomi Andō                                     | 12              | Na podstawie light novel autorstwa Senriego Akatsukiego.                                 | [ 15 ] [ 16 ] |
| 2016 | Danganronpa 3: The End of Kibougamine Gakuen            | Seiji Kishi Daisei Fukuoka                       | 24              | Na podstawie powieści wizualnej produkcji Spike Chunsoft.                                | [ 17 ] [ 18 ] |
| 2016 | Mahō shōjo ikusei keikaku                               | Hiroyuki Hashimoto                               | 12              | Na podstawie light novel autorstwa Asariego Endō.                                        | [ 19 ] [ 20 ] |
| 2017 | Kuzu no honkai                                          | Masaomi Andō                                     | 12              | Na podstawie mangi autorstwa Mengo Yokoyari.                                             | [ 21 ] [ 22 ] |
| 2017 | Yōkoso jitsuryoku shijō shugi no kyōshitsu e            | Seiji Kishi Hiroyuki Hashimoto                   | 12              | Na podstawie light novel autorstwa Syohgo Kinugasy.                                      | [ 23 ]        |
| 2017 | Konohana kitan                                          | Hideki Okamoto                                   | 12              | Na podstawie mangi autorstwa Sakuyi Amano.                                               | [ 24 ] [ 25 ] |
| 2017 | Kino no Tabi: The Beautiful World - The Animated Series | Tomohisa Taguchi                                 | 12              | Na podstawie light novel autorstwa Keiichiego Sigsawy.                                   | [ 26 ] [ 27 ] |
| 2018 | Hakumei to Mikochi                                      | Masaomi Andō                                     | 12              | Na podstawie mangi autorstwa Takuto Kashikiego.                                          | [ 28 ] [ 29 ] |
| 2018 | Shichisei no subaru                                     | Yoshihito Nishōji                                | 12              | Na podstawie light novel autorstwa Noritake Tao.                                         | [ 30 ]        |
| 2018 | Asobi asobase                                           | Seiji Kishi                                      | 12              | Na podstawie mangi autorstwa Rin Suzukawy.                                               | [ 31 ]        |
| 2018 | Radiant                                                 | Daisei Fukuoka Seiji Kishi                       | 21              | Na podstawie francuskiego komiksu autorstwa Tony’ego Valente.                            | [ 32 ]        |
| 2019 | Kanata no Astra                                         | Masaomi Andō                                     | 12              | Na podstawie mangi autorstwa Kenty Shinohary.                                            | [ 33 ] [ 34 ] |
| 2019 | Given                                                   | Hikaru Yamaguchi                                 | 11              | Na podstawie mangi yaoi autorstwa Natsuki Kizu.                                          | [ 35 ]        |
| 2019 | Radiant sezon 2                                         | Daisei Fukuoka Seiji Kishi                       | 21              | Sequel Radiant.                                                                          | [ 36 ]        |
| 2020 | Hanako, duch ze szkolnej toalety                        | Masaomi Andō                                     | 12              | Na podstawie mangi autorstwa Iro Aidy.                                                   | [ 37 ]        |
| 2021 | Idoly Pride                                             | Yū Kinome                                        | 12              | Na podstawie projektu multimedialnego produkcji CyberAgent. We współpracy z CAAnimation. | [ 38 ]        |
| 2021 | Gyakuten sekai no denchi shōjo                          | Masaomi Andō                                     | 12              | Własna twórczość.                                                                        | [ 39 ] [ 40 ] |
| 2022 | Yōkoso jitsuryoku shijō shugi no kyōshitsu e sezon 2    | Seiji Kishi Hiroyuki Hashimoto Yoshihito Nishōji | 13              | Sequel Yōkoso jitsuryoku shijō shugi no kyōshitsu e                                      | [ 41 ]        |
| 2023 | World Dai Star                                          | Yū Kinome                                        | 12              | Na podstawie projektu multimedialnego wytwórni Emotion firmy Bandai Visual.              | [ 42 ]        |
| 2023 | Hōkago shōnen Hanako-kun                                | Masaki Kitamura                                  | 4               | Na podstawie mangi autorstwa Iro Aidy.                                                   | [ 43 ]        |
| 2024 | Yōkoso jitsuryoku shijō shugi no kyōshitsu e sezon 3    | Seiji Kishi Hiroyuki Hashimoto Yoshihito Nishōji | 13              | Sequel 2. sezonu Yōkoso jitsuryoku shijō shugi no kyōshitsu e                            | [ 44 ]        |

### Filmy
| Rok  | Tytuł                                         | Uwagi                                  | Przypisy |
| ---- | --------------------------------------------- | -------------------------------------- | -------- |
| 2015 | Fw:Hamatora                                   | Film podsumowujący Hamatorę.           |          |
| 2016 | Gekijō-ban Ansatsu kyōshitsu: 365-hi no jikan | Film podsumowujący Klasę skrytobójców. |          |
| 2020 | Given                                         | Sequel Given.                          | [ 45 ]   |

### OVA/ONA
| Rok  | Tytuł                                                      | Liczba odcinków | Uwagi                                                                                               | Przypisy      |
| ---- | ---------------------------------------------------------- | --------------- | --------------------------------------------------------------------------------------------------- | ------------- |
| 2011 | Carnival Phantasm                                          | 16              | Na podstawie mangi autorstwa Eri Takenashi i Type-Moon.                                             | [ 46 ] [ 47 ] |
| 2011 | Fate/Prototype                                             | 1               | Na podstawie oryginalnej wersji powieści wizualnej Fate/Stay Night.                                 |               |
| 2013 | Unbreakable Machine-Doll                                   | 6               | Na podstawie light novel autorstwa Reijiego Kaitō.                                                  | [ 48 ]        |
| 2016 | Monster Musume                                             | 2               | Na podstawie mangi autorstwa Okayado.                                                               | [ 49 ] [ 50 ] |
| 2016 | Koro Sensei Quest                                          | 12              | Na podstawie mangi autorstwa Kizuku Watanabe.                                                       | [ 51 ]        |
| 2017 | Super Danganronpa 2.5: Komaeda Nagito to sekai no hakaisha | 1               | Na podstawie serii Danganronpa. Dołączona wraz z limitowaną edycją Danganronpa V3: Killing Harmony. | [ 52 ]        |
| 2017 | Escha Chron                                                | 2               | Na podstawie recitalu scenicznego firmy DIVE II Entertainment.                                      | [ 53 ]        |
| 2021 | Fate/Grand Carnival                                        | 2               | Spin-off Carnival Phantasm.                                                                         | [ 54 ]        |
| 2021 | Given                                                      | 1               | Na podstawie mangi yaoi autorstwa Natsuki Kizu.                                                     | [ 55 ]        |